# ジュエリー・メルヘン
『ジュエリー・メルヘン』は、宝塚歌劇団の舞台作品。花組公演。
併演作品は『エストレリータ』。

## 解説
※『宝塚歌劇100年史（舞台編）』の宝塚大劇場公演のページを参照
誰でも身近に見たり、持っていたりするものを"宝石風"に、宝塚的にアレンジしてレビュー化しようとした作品。女性のハート、涙、雪の結晶、夏の日の爽やかな恋の思い出、劇場の案内嬢が抱くスターになる夢などを、宝石のきらめきに例えたレビュー作品。

## 公演期間と公演場所
- 1981年10月2日 - 11月10日[2]　宝塚大劇場
- 1981年12月4日 - 12月27日[3]　東京宝塚劇場

## 宝塚大劇場公演のデータ
形式名は「レビュー・ファンタジー」。20場。

### スタッフ（宝塚大劇場）
- 作・演出：横澤英雄[2]
- 作曲[4]・編曲[4]：中元清純、入江薫、南安雄
- 編曲：小高根凡平[4]
- 音楽指揮：溝口堯[4]
- 振付[4]：羽山紀代美、朱里みさを、アキコ・カンダ、名倉加代子
- 装置[4]：石浜日出雄、関谷敏昭
- 衣装：静間潮太郎[4]
- 照明：今井直次[5]
- 音響：松永浩志[5]
- 小道具：万波一重[5]
- 効果：吉田雄二[5]
- 演出助手[5]：小池修一郎、石田昌也
- 制作：田中拓助[5]